# The Ivory Tower
"The Ivory Tower" es el segundo episodio de la primera temporada de la serie de televisión de HBO, Boardwalk Empire. Emitido por primera vez el 26 de septiembre de 2010 en Estados Unidos, el episodio fue escrito por Terence Winter y dirigido por Tim Van Patten. El episodio trata las consecuencias del tiroteo y el cambio en la relación entre Nucky y Jimmy. 

## Argumento
El episodio comienza con el funeral de "Big Jim" Colosimo en Chicago. Al Capone y Johnny Torrio son acosados por periodistas que creen que Torrio está detrás de la muerte de Colosimo.
En Atlantic City, Nucky es visitado por Van Alden, quien está investigando el tiroteo del bosque. Nucky trata de sobornarlo para que se olvide del asunto, pero Van Alden no acepta y abandona la oficina. Nucky se encuentra con George Baxter quien le presenta a su amante, Claudia, de Baltimore. Más tarde, Nucky visita a Mickey Doyle en prisión y le dice que sus negocios acabaron y que Chalky White se encargará de su negocio. Arnold Rothstein llama a Nucky para decirle que no recibió su cargamento y que le debe 100.000 dólares.
Después de comprarle regalos a su esposa y su hijo, Jimmy va a ver a su madre y le regala un collar. Más tarde, va a ver a Nucky y este le dice que le debe dinero. Entonces Jimmy le roba el collar a su madre para poder conseguir el dinero. Después de hacer esto, Jimmy se dirige al casino para pagarle a Nucky. Nucky toma el dinero, lo apuesta y lo pierde todo, para mostrarle a Jimmy que las cosas han cambiado entre ellos dos.
En Nueva York, Lucky Luciano trae a Frankie Yale para ver a Arnold Rothstein que está seguro de que Yale fue quien mató a Colosimo. Rothstein lo amenaza para que se lo diga.
Van Alden va a ver a Margaret para decirle que no cree que su esposo estuviese involucrado en los tiroteos.
Mientras tanto, yendo a Baltimore, George Baxter y Claudia se topan con un hombre moribundo en el bosque. Es un de las víctimas de los tiroteos.

## Recibimiento

### Crítica
El episodio recibió críticas positivas. Phil Pirrello de IGN comentó: "Si "Ivory Tower" es una señal de lo que vendrá, entonces la serie será buena mientras mantenga los rápidos y originales diálogos, los atractivos personajes sin ser estereotipos y Nucky recordándole a sus rivales que él es el último hombre con quien se jode". T-Lo de TV Fanatic le dio un puntaje de 4/5 al episodio, y comentó: "El episodio puede haber sido un poco lento, pero definitivamente me mantuvo pensando en todos los diferentes ángulos posibles que podrían y probablemente sean explorados en los próximos episodios. Hay tantas reacciones por los eventos de la última semana que todavía no han sido totalmente desarrollados".

### Índice de audiencia
La audiencia de "The Ivory Tower" fue de 3,329 millones de espectadores, menos que el primer episodio. Sin embargo, si se incluyen los espectadores de las repeticiones de esa noche, el total llega a 4,4 millones.